# Ajmera
Ajmera (Urdu, Pashto: اجميره) es una ciudad, y uno de los veinte consejos sindicales en Battagram, distrito en la provincia de Jaiber Pajtunjuá de Pakistán.
Se compone de muchos pequeños pueblos. Estos incluyen Chappargram, Medan Baja, Noshehra, Tamai, Palango y Ajmera sí mismo. Está situado en 34°73°40'20N 1'10E y tiene una altura de 1068 metros (3507 pies).